# Калифорнийски университет – Бъркли
Калифорнийският университет – Бъркли (на английски: University of California, Berkeley) е американски държавен изследователски университет в град Бъркли, окръг Аламида, щата Калифорния. Името е съкращавано като Бъркли (Berkeley) и другояче (Cal, California, Cal-Berkeley, UC Berkeley). Това е най-старият от 10-те университета, асоциирани с Калифорнийския университет – основан е през 1868 година.

## История
През 1866 година земите, които принадлежат сега на университета в Бъркли, са закупени от частния Калифорнийски колеж. Университетът отваря врати през септември 1869 година, използвайки старите постройки на колежа в Окланд, докато се построи и реконструира новият сграден фонд.. През 1871 е разрешено жени да бъдат приемани в университета наравно с мъжете. След построяването на Северната и Южната страна на комплекса през 1873 година 167 младежи и 222 девойки се преместват на новото място.
В началото на XX век университетът придобива съвременен вид с новопостроения стадион и други сгради в неокласически стил. През 1930-те и 1940-те по време на Голямата депресия и Втората световна война намирането на средства става трудно, но тогавашният президент на университета се обръща към частни организации, за да поддържа стандарта и репутацията на учебното заведение. През 1942 година Калифорнийският университет в Бъркли е класиран на 2-ро място, отстъпвайки първенството само на Харвардския университет.
По време на Втората световна война Националната лаборатория Лорънс Бъркли започва да работи съвместно с Армията по създаването на атомната бомба, което развива изследователската дейност в областта на атомната и ядрената физика, включително откриването на плутония. Професорът по физика Робърт Опенхаймер е назначен за водещ на проекта Манхатън през 1942 година.
Сред най-известните събития в историята на университета е протестът от 1969 година. Той започва, след като група студенти и граждани се противопоставят на проекта за строеж на спортни съоръжения на мястото на парк. Роналд Рейгън, губернаторът на Калифорния по онова време и бъдещ президент на САЩ, изпраща националната гвардия. Сблъсъкът води до смъртта на студент, раняването на няколко други и промушване с нож на полицай.

## Структура
Университетът е разположен на площ от 5 km², като 4 km² са заети от Националната лаборатория Лорънс Бъркли (Lawrence Berkeley National Laboratory). На негова територия се намира и най-старата университетска сграда – South Hall, построена през 1873 г. Някои от дърветата датират от същия период. С името на университета се свързват 61 имена на Нобелови лауреати – повече отколкото в който и да е друг университет в света. Понастоящем в него работят 7 от тях.
Бъркли има около 130 департамента, организирани в 14 колежа и училища.
- Химия
- Инженерия
- Проблеми на околната среда
- Фундаментални науки
- Опазване на естествените ресурси
- Образование
- Журналистика
- Бизнес
- Право
- Оптометрия
- Обществено здраве
- Социално благополучие
- Информатика
- Политика

## Нобелови лауреати
- Джордж Смут (1945) – Нобелова награда за физика, 2006
- Джордж Акерлоф (1940) – Нобелова награда за икономика, 2001
- Даниъл Макфадън (1937) – Нобелова награда за икономика, 2000
- Стивън Чу (1948) – Нобелова награда за физика, 1997
- Ли Юан Цъ (1936) – Нобелова награда за химия, 1986
- Чарлз Хард Таунс (1915) – Нобелова награда за физика, 1964
- Доналд Глейзър (1926) – Нобелова награда за физика, 1960

## Кампус
От 2011 г. университетът предоставя на кандидатите гарантирано жилище за първите 2 години на обучение и за 1 година за студенти по обмен от други висши учебни заведения.

### Система за лични карти
Университетът в Бъркли има единна идентификационна система Cal 1 Card. Картата е лична идентификация на студента и осигурява достъп до библиотеки и обществени зони в кампуса. Картата може да се използва за извършване на покупки в кафенета в кампуса, магазина на UC Berkeley и здравния и фитнес център. Cal 1 Card също е дебитна карта, която може да се използва на банкомати в и извън кампуса. Картата се издава безплатно. За подновяване на картата се изисква такса от $35.

## Галерия
- Садър Гейт
- Кулата в Бъркли
- Хилгард Хол
- Училище по бизнес „Хаас“
- Саут Хол
- Джанини Хол
- Уелман Хол
- Уилър Хол
- Библиотека „Банкрофт“
- Мемориална библиотека „Доу“
- Библиотека „Мофит“
- Библиотека за източноазиатски изследвания „К. В. Стар“